# Инохалес
Инохалес (на испански: Hinojales) е населено място и община в Испания. Намира се в провинция Уелва, в състава на автономната област Андалусия. Общината влиза в състава на района (комарка) Сиера де Уелва. Заема площ от 27 km². Населението му е 370 души (по преброяване от 2010 г.). Разстоянието до административния център на провинцията е 143 km.

## Демография
| 1996 | 1998 | 1999 | 2000 | 2001 | 2002 | 2003 | 2004 | 2005 | 2006 |
| ---- | ---- | ---- | ---- | ---- | ---- | ---- | ---- | ---- | ---- |
| 441  | 440  | 436  | 432  | 417  | 402  | 400  | 392  | 381  | 300  |